# Lee Chaolan
Lee Chaolan er en fiktiv figur, som stammer fra Tekkenspil-serien

## Historie
Tekken:

Lee deltager for at vinde over sin storebror Kazuya Mishima.
Tekken 2:

Opsat på at vinde Mishima Zaibatsu, deltager han i The King of Iron Fist Tournament 2. 
Tekken 4:

Efter at have hørt om Kazuya's død slår Lee sig ned i Bahamas. Efter 20 år hører han at Kazuya deltager i The King of Iron Fist Tournament 4, for endnu engang at vinde over Kazuya.
Tekken 5:

Efter Heihachi's død planlægger Lee at tage over Mishima Zaibatsu. Men da han finder ud at Kazuya, ikke er den som har overtaget det tager han hjem.

### Tekken 6
Lee tog del i the King of Iron Fist Tournament 5 ved at prøve på at tage hævn Kazuya Mishima.  Men den der havde åbnet denne turnering var ikke Kazuya, men Jinpachi Mishima, og Lee, efter at få den oplysning mistede interresen i turneringen og kom tilbage til han villa i Bahamas.
Lidt tid efter bragte, MFG, ledet af Jin Kazama verden i kaos, og omkring den samme tid blev G Corporation en stor organitasion. Overrasket at G Corporation’s pludselige militære handlinger, begyndte Lee, at lave privat eftersøgning med resutatet af at han opdagede, Kazuya var blevet lederen G Corporation bag lukkede døre.
Efter at have fundet ud af at Kazuya hamselv, ville tage del i The King of Iron Fist Tournament 6, deltog Lee i The King of Iron Fist Tournament 6 ved at prøve på at komme tæt på Kazuya.